# Archibald Yorck
Archibald Leonhard Theodor Yorck, Jorck, Jork (ur. 9 października 1832 w Gumbinnen, zm. 10 października 1903 w Sopocie) – gdański kupiec i duński urzędnik konsularny.
Syn Archibalda. Mieszkaniec Gdańska od 1867. Był współwłaścicielem, a następnie właścicielem firmy handlowej zajmującej się m.in. eksportem zbóż i importem śledzi F. Böhm und Co. w Gdańsku (1870/1872-1889). Pełnił funkcję radnego miasta Gdańska (radnego zawodowego w latach 1883–1885, nieetatowego do 1892), oraz początkowo wicekonsula (1873-1877), a następnie konsula Danii tamże (1892-1903). Na przełomie lat 1896/1897 Yorck przeniósł siedzibę konsulatu do Sopotu, gdzie zmarł. Pochowany 14 października 1903 na cmentarzu przy kościele Zbawiciela na gdańskim Zaroślaku.